# Maxacalis
Maxacalis ou Maxakali, também chamados Maxacaris, é a denominação de um grupo indígena que habita três porções de terras descontínuas nos municípios de Machacalis,Santa Helena de Minas, Bertópolis, Ladainha e Teófilo Otoni, no Vale do Mucuri, no nordeste do estado de Minas Gerais, no Brasil. Autodenominam-se Monacó'bm, Kumanuxu ou Tikmũ'ũn (AFI: [tɪjk˺mɯ̃Ɂɯ̃ɜn˺]).
Em 2010, segundo a Funasa, somavam 1.500 indivíduos - todos em Minas Gerais. Atualmente, há casamentos interétnicos.

## História
Segundo o etnólogo Nimuendajú (1958), os remanescentes maxacalis do vale do Mucuri, em Minas Gerais, se autodenominam monacó. Entretanto, de acordo com o antigo chefe de posto conhecedor da língua, da organização social e da história dos maxacalis, Joaquim S. de Souza, eles se identificam como kumanaxú. Por sua vez, Popovich (1992), conhecedora da língua falada por eles, assim como vários outros trabalhos posteriores sobre o grupo, registrou tikmũ'ũn como o termo que adotam para si mesmos.
Os maxacalis (palavra em língua desconhecida, aplicada pela primeira vez na área do rio Jequitinhonha) não podem ser identificados como um único grupo, mas como um conjunto de vários grupos aparentados, falantes de línguas próximas e, hoje, identificadas como pertencentes à família linguística maxacali. A denominação decorre desses grupos se articularem politicamente como aliados e terem se aldeado conjuntamente, sobretudo após 1808, quando ocorreu a invasão sistemática de seus territórios e se ampliaram os conflitos com outros grupos, particularmente com os denominados botocudos.
Essa confederação foi chamada de naknenuk por Paraíso (1994, 1998), mas sabe-se que este nome se refere na verdade a um dos grupos botocudos existentes. Coincidentemente, porém, os naknenuk eram inimigos de outros grupos de botocudos. Segundo Paraíso (1994, 1998), a confederação naknenuk teria sido composta por: pataxós ("papagaios"), monoxós ("os ancestrais") ou amixokoris ("aqueles que vão e voltam"), kumanoxós (denominação genérica das heroínas tribais do panteão religioso dos maxacalis), kutatóis ("tatus"), malalís ("jacarés pequenos"), makonís ("veados pequenos"), kopoxós, kutaxós ("abelhas) e panhames.
Essas denominações identificavam, inicialmente, os grupos rituais que, no caso dos maxacalis, confundem-se com as unidades mais abrangentes em termos de organização política – pequenas aldeias nas quais vivem uma família extensa em torno do seu líder, que acumula funções políticas e religiosas.
Essas aldeias, em decorrência do avanço da sociedade dominante, terminaram por ser isoladas em termos geográficos, e os vários grupos rituais passaram a ser identificados nos documentos oficiais e particulares como tribos distintas. Essa identificação diferenciada foi dada, ainda que os observadores ressaltassem que a língua e a organização social eram as mesmas e que esses grupos sempre se aldeavam em conjunto, formavam confederações defensivas e usavam a mesma tática de estabelecerem alianças com os colonos para poderem enfrentar os inimigos tradicionais. A pertinência a um mesmo grupo étnico também era afirmada pelos próprios índios, como se observa no depoimento dos malalis a Auguste de Saint-Hilaire, em 1817, em Minas Gerais, ao analisar suas relações com os vários grupos indígenas da região entre os rios Jequitinhonha e Doce.

## Hoje

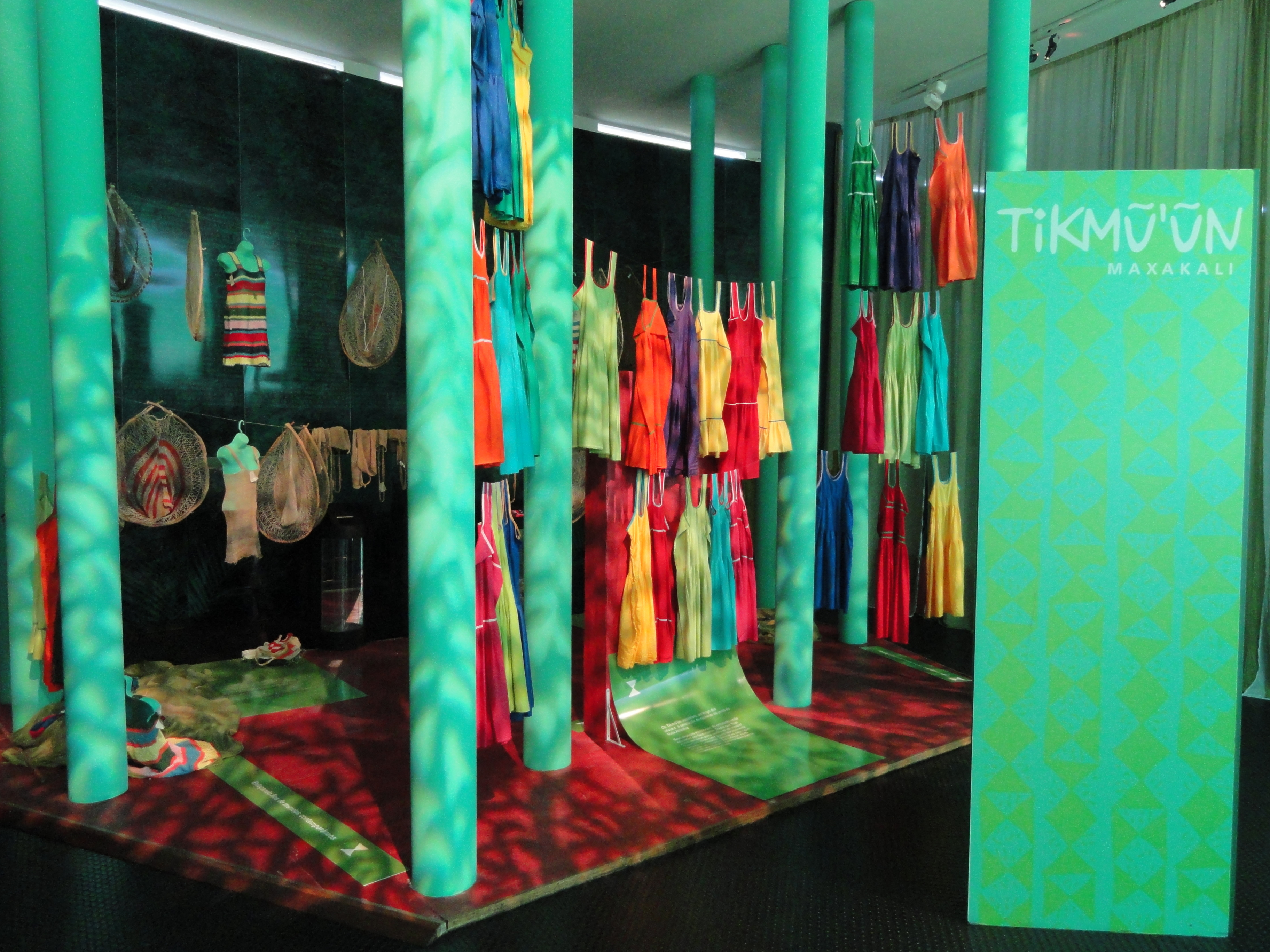
Vestidos maxakali em exposição no Memorial dos Povos Indígenas

Atualmente, os maxacalis vivem em três pequenos territórios delimitados no Vale do Jequitinhonha, nordeste do estado de Minas Gerais. Dos três territórios, localizados nos municípios de Santa Helena de Minas, Bertópolis, Ladainha e Teófilo Otoni. O território localizado entre os municípios de Santa Helena de Minas e Bertópolis é o maior, dividido em duas aldeias: Pradinho (Pananĩy) e Água Boa (Kõnãgmai'); o do município de Ladainha, Adeia Verde (Apne' Yĩxux), embora se localize numa região de muitas matas, é muito pequeno e tem pouca água potável e o localizado no distrito de Topázio, no município de Teófilo Otoni, Aldeia Cachoeirinha.
Em 2010, Ministério Público Federal de Governador Valadares citou, em relatório, que as aldeias maxacalis em Bertópolis, Santa Helena de Minas,  Pavão e Machacalis, no Vale do Mucuri, viviam em estado de miséria e abandono.

## Maxacalis ilustres
- Toninho Maxakali: pajé, escritor, poeta, professor.